# St. Wolfgang (Augsburg)

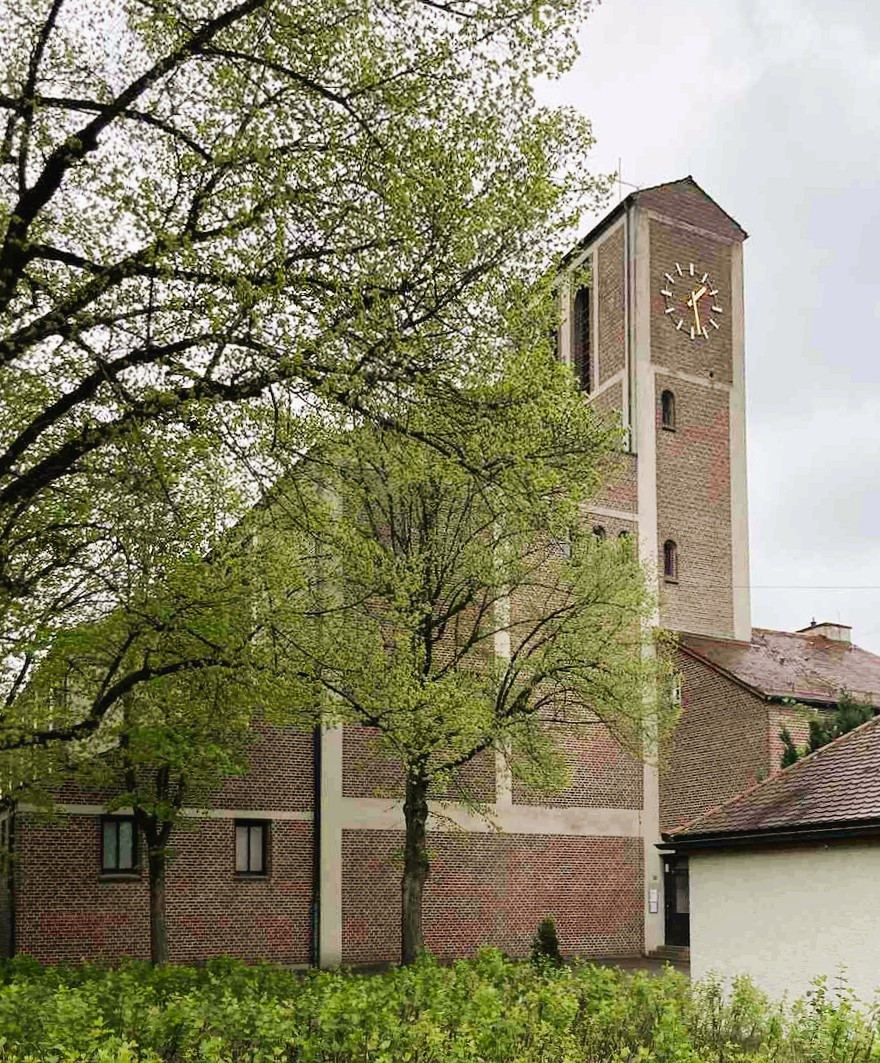
St. Woldfang im Augsburger Stadtteil Spickel

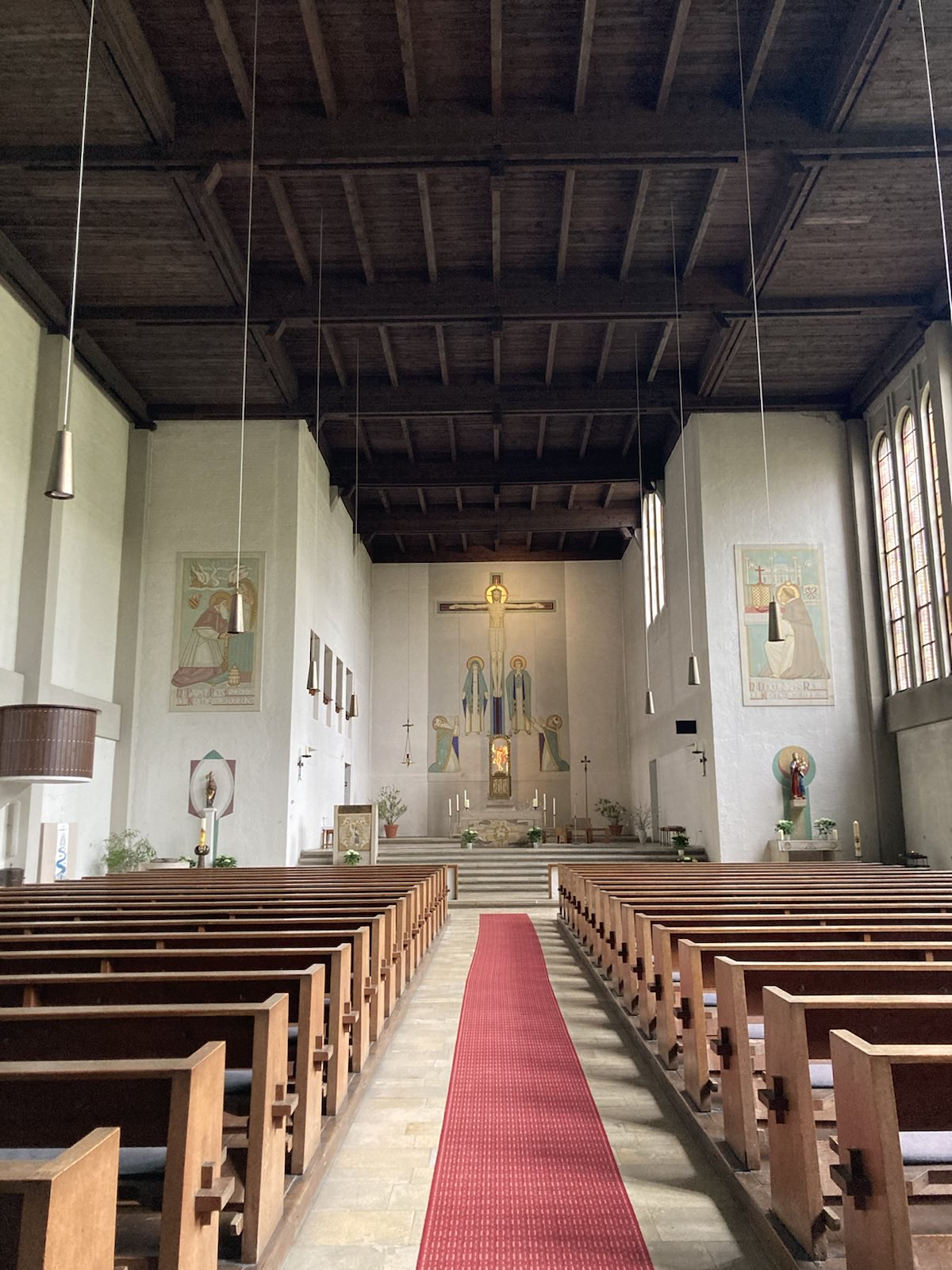
Innenansicht mit Blick zum Altar

St. Wolfgang ist eine römisch-katholische Kirche im Augsburger Stadtteil Spickel. Sie wurde zwischen 1933 und 1934 im Stil der Neuen Sachlichkeit nach den Plänen des Architekten Thomas Wechs erbaut und ist zusammen mit dem angebauten Pfarrhaus als Baudenkmal in der Bayerischen Denkmalliste eingetragen.
Die Kirche gehört zum Dekanat Augsburg I des Bistums Augsburg und bildet seit dem Jahr 2005 zusammen mit der Kirche Don Bosco eine Pfarreiengemeinschaft. Im Jahr 2009 umfasste die Gemeinde 1277 Mitglieder, 2015 gab es 1189 Mitglieder.

## Geschichte
Die nach 1918 am Rande der Stadt Augsburg am Siebentischwald errichtete Spickelsiedlung gehörte anfangs zur Pfarrei St. Ulrich und Afra. Früh war eine eigene Kirche für die neue Siedlung im Gespräch. Das Grundstück zum Bau der Kirche wurde am 17. März 1929 durch die Kirchenstiftung St. Wolfgang erworben. Ab 1931 übernahmen Mönche des Dominikanerordens die Seelsorge für die Siedler. Da sich der Bau der Kirche verzögerte, errichtete Pater Matthias zusammen mit seinen Mitbrüdern innerhalb von zwei Wochen im September 1931 eine Notkirche, die Platz für rund 300 Besucher bot.
1933 war der Baubeginn der Kirche nach den Plänen des Architekten Thomas Wechs. Am 30. September 1934 wurde die Kirche geweiht. Im Februar 1944 schlug eine Brandbombe durch das Dach der Kirche und blieb ohne zu detonieren vor dem Marienaltar im Boden stecken. 1962 wurde das Pfarrzentrum errichtet.

## Architektur
Die Saalkirche mit eingezogenem Chor ist als schlichter Blankziegelbau mit verputztem Betonrasterwerk ausgeführt. Prägnant ist der südwestliche Turmquader, der ebenso wie das Kirchenschiff mit einem roten Satteldach bedeckt ist.

## Innenraum und Ausstattung
Das Kircheninnere ist ebenso wie die Außenfassade schlicht gehalten. Die Wände sind weiß verputzt und werden durch graue Bänder und Pfeiler gegliedert. Oben befindet sich eine dunkle Holzbalkendecke. Mehrere Trioforienfenster (dreiteilige Bogenfenster) auf der Nordseite erhellen den Raum. Gegenüber befindet sich eine runde Kanzel.
Eine Besonderheit stellen die Wandmalereien von Albert Figel dar. Sie sind das letzte Werk des Künstlers und wurden in den Jahren 1953 und 1954 ausgeführt.